# Zonotriche inamoena
Zonotriche inamoena är en gräsart som först beskrevs av Karl Moritz Schumann, och fick sitt nu gällande namn av Clayton. Zonotriche inamoena ingår i släktet Zonotriche och familjen gräs. Inga underarter finns listade i Catalogue of Life.